# Пламер (Ајдахо)
Пламер (енгл. Plummer) град је у америчкој савезној држави Ајдахо.

## Демографија
По попису из 2010. године број становника је 1.044, што је 54 (5,5%) становника више него 2000. године.
| Група             | 2000.       | 2010.       |
| Белци             | 543 (54,8%) | 438 (42,0%) |
| Афроамериканци    | 7 (0,7%)    | 11 (1,1%)   |
| Азијати           | 1 (0,1%)    | 0 (0,0%)    |
| Хиспаноамериканци | 29 (2,9%)   | 84 (8,0%)   |
| Укупно            | 990         | 1.044       |